# SubRip
SubRip – program komputerowy wykorzystujący optyczne rozpoznawanie znaków do odczytywania bitmapowych napisów z plików .vob i zapisywania ich w tekstowym formacie .srt. Subrip jest zazwyczaj wykorzystywany przy procesie kopiowania płyt DVD z zapisanym materiałem wideo.
SubRip został napisany w Delphi 5 przez francuskiego programistę o pseudonimie Brain (ang. mózg). Pierwsza wersja, 0.5 beta, ukazała się 3 marca 2000 roku. Po opublikowaniu 8 września 2001 roku wersji 0.97 beta, Brain zaprzestał dalszego rozwijania programu. Po otrzymaniu wielu próśb o wersję przeznaczoną dla systemów Linux, udostępnił kod źródłowy programu na warunkach licencji GPL. Dalszy rozwój programu przejęło dwóch innych programistów - T.V. Zuggy i Guimli - publikując po kilku tygodniach wersję 0.98.
Od wersji 1.50 beta 3 (5 stycznia 2006) kod został przeniesiony do Delphi 7. Programowaniem zajmuje się ai4spam.